# Ганьцзян
Ганьцзян (кит. 赣江, пиньинь Gàn jiāng) — река в Китае, самая длинная река в провинции Цзянси, впадает в озеро Поянху, стекающее в Янцзы. Главная транспортная артерия городского округа Наньчан.
Длина — 760 км, площадь бассейна около 82-х тысяч км².
Берёт начало в горах Наньлин и Уишань. Течёт в межгорной равнине. Полноводна, максимальный сток в период муссонных дождей.

## Притоки
- Юанынуй (левый)[2]
- Цзиньцзян (левый)[2]
- Ляошуй (левый)[2]